# John Graz
John Louis Graz (Genebra, 12 de abril de 1891 — São Paulo, 27 de outubro de 1980) foi um pintor, ilustrador, decorador, escultor e artista gráfico suíço-americano.

## Biografia
Em 1908, ingressa no curso de arquitetura, decoração e desenho da Escola de Belas Artes de Genebra, onde é aluno de Eugène Gilliard  (1861 - 1921) e Daniel Baud-Bovy (1870-1958). É também discípulo  de Édouard John Ravel (1847-1920), com quem aprende uma multiplicidade de técnicas e estilos. De 1911 a 1913, na Escola de Belas Artes de Munique, estudou decoração, design e publicidade com Carl Moos (1878 – 1959). Em viagem a Paris, familiariza-se  com o trabalho de Cézanne e Ferdinand Hodler; entra em contato com o cubismo, o fauvismo e o futurismo. Conhece o escultor Victor Brecheret e, em 1913, retorna a Genebra, onde desenha vitrais e faz ilustrações para cartazes publicitários. Trava amizade com o escritor Sérgio Milliet e conhece os irmãos  Antônio e Regina Gomide, colegas na Escola de Belas Artes.
Graz recebeu, por duas vezes, a Bolsa Lissignol e parte para estudos na Espanha. Noivo de Regina, vem ao Brasil em 1920 e casa-se com ela em São Paulo. Por intermédio de Oswald de Andrade, o casal passa a fazer parte da vida intelectual da cidade. Graz participa da Semana de Arte Moderna de 1922, expondo sete telas. No mesmo ano, tem um de seus trabalhos publicados na revista Klaxon, em sua 7ª edição.
A partir de 1923, executa projetos de decoração de residências: cria inúmeros vitrais e realiza design de móveis e peças como portas, fechaduras, luminárias, tapetes e afrescos. É considerado, com Regina e Antonio Gomide, um dos introdutores do estilo art déco em São Paulo. Trabalhou com Gregori Warchavchik, recém-chegado ao país, decorando as casas projetadas pelo arquiteto russo. Em 1925, Graz apresenta em São Paulo móveis tubulares, feitos de canos metálicos e laminados de madeira, com formas geometrizadas. Dotado de grande conhecimento técnico e fabril, acompanha pessoalmente a produção das peças no Liceu de Artes e Ofícios, onde conta com a colaboração de Federico Oppido. É inovador na decoração de ambientes. Ao projetar os móveis, prevê sua distribuição no espaço e sua relação com painéis, vitrais e afrescos. A integração dos elementos é uma característica das casas decoradas por Graz: a mesma proposta estende-se dos painéis pintados aos móveis, objetos e iluminação. A residência Cunha Bueno é um exemplo do seu pioneirismo: para a decoração, o artista elaborou até mesmo o desenho geométrico do piso dos jardins. No entanto, a incipiência da indústria brasileira impossibilitou a transformação dos protótipos de autoria de John Graz em utensílios produzidos em larga escala.

## Vida pessoal
Casado com Regina Gomide por mais de 50 anos, após a morte dela, em 1973, John Graz se casou com Annie Brisac, em 1974.

### Morte
John Graz faleceu em 1980. Posteriormente, foi lembrado em exposições, como 60 Anos da Semana de Arte Moderna, realizada pelo SESC-SP, em 1982, e Desenhos de John Graz (1991), no MASP, em comemoração ao centenário do artista.
Em 1998, foi iniciada a produção do site John Graz on the WEB e, em 2005, foi criada a Fundação John Graz.

## Instituto John Graz
Fruto do empenho da viúva Annie Graz, o Instituto John Graz é uma instituição sem fins lucrativos fundada em 2005. O Instituto tem como missão preservar, estudar e difundir a obra de John Graz em suas diversas influências estéticas e nas suas relações com a sociedade brasileira, ampliando sua discussão nos âmbitos artísticos, educacionais, acadêmicos e profissionais. O Instituto busca diluir as fronteiras estabelecidas entre as artes plásticas e o design, além de contribuir para a preservação do patrimônio cultural, assim como para a ampliação do repertório cultural da sociedade brasileira.